# Glabbeek
Glabbeek és un municipi belga de la província de Brabant Flamenc a la regió de Flandes. Està compost per les seccions de Glabbeek, Attenrode, Bunsbeek, Kapellen, Wever i Zuurbemde. Limita al nord-oest amb Tielt-Winge, al nord-est amb Bekkevoort, a l'oest amb Lubbeek, a l'est amb Kortenaken i al sud amb Tienen.